# Temporada de huracanes del Atlántico de 2023
La temporada de huracanes del Atlántico de 2023 fue la cuarta temporada de huracanes en el Atlántico más activa registrada con 20 tormentas con nombre, empatada con la de 1933. Entre ellos, 7 se convirtieron en huracanes, y 3 alcanzaron fuerza de huracán mayor. La temporada también tuvo una calificación de energía ciclónica acumulada (ACE) superior a lo normal de 146, a pesar de la presencia de El Niño, que generalmente resulta en menos actividad en el Océano Atlántico, y la temporada tuvo la mayor cantidad de tormentas registradas para un año con la presencia de El Niño, en gran parte debido a las temperaturas récord de la superficie del mar en todo el Atlántico. La temporada comenzó oficialmente el 1 de junio y finalizó el 30 de noviembre de 2023. Estas fechas, adoptadas por convención, describen históricamente el período anual en el que ocurre la mayor parte de la ciclogénesis tropical en el Océano Atlántico. Sin embargo, la formación de ciclones tropicales o subtropicales es posible en cualquier época del año, como lo demuestra la formación de la Tormenta subtropical Sin Nombre el 16 de enero, el comienzo más temprano de una temporada de huracanes en el Atlántico desde el Huracán Alex en 2016. El Centro Nacional de Huracanes comenzó a emitir pronósticos meteorológicos tropicales regulares el 15 de mayo, dos semanas antes del inicio oficial de la temporada.
En el mes de enero, la Tormenta subtropical Sin Nombre tocó tierra en Canadá provocando daños mínimos. Tres tormentas tropicales (Arlene, Bret y Cindy) y un huracán (Don) se formaron durante junio y la primera quincena de julio. Bret, que tocó tierra brevemente en San Vicente, y Cindy, se desarrollaron al este del Caribe en junio, constituyendo un récord para este mes en que dos tormentas tropicales se forman en el Atlántico tropical. Además, el fenómeno de tener dos tormentas tropicales de junio activas simultáneamente no se presentaba desde 1968. La Tormenta tropical Harold azotó el sur de Texas el 22 de agosto provocando una muerte en ese estado y el Huracán Franklin tocó tierra en la República Dominicana como tormenta tropical al día siguiente dejando dos muertos allí y un daño de alrededor de $90 millones USD; este último alcanzó su máxima intensidad como huracán de categoría 4 de alto nivel y trajo vientos con fuerza de tormenta tropical a Bermudas. Después de alcanzar brevemente la categoría 4 el 30 de agosto, el Huracán Idalia tocó tierra en Florida como un huracán de categoría 3 de alto nivel provocando 10 muertes y dejando daños en alrededor de 2.5 mil millones USD. A principios de septiembre, el huracán Lee se intensificó rápidamente hasta convertirse en un huracán de categoría 5 y luego tocó tierra en varias ocasiones en el Atlántico canadiense como un fuerte ciclón extratropical provocando daños de $50 millones y dejó 3 muertes por fuerte oleaje en la costa de Estados Unidos. Más tarde ese mes, la tormenta tropical Ophelia tocó tierra en Carolina del Norte dejando un daño de $450 millones. En octubre, tanto la Tormenta tropical Philippe, el ciclón tropical más duradero de la temporada,  como el Huracán Tammy tocaron tierra en Barbuda. También ese mes, la Depresión tropical Veintiuno tocó tierra en Nicaragua. Con la disipación de Tammy el 29 de octubre, la temporada concluyó, ya que no se formaron ciclones tropicales en noviembre. Los sistemas de esta temporada produjeron en conjunto más de US$4.22 mil millones en daños y causaron 19 muertes.
A pesar de la actividad superior a lo normal de esta temporada, la cizalladura del viento intensificada por El Niño impidió que la mayoría de las tormentas se intensificaran significativamente. Además, El Niño debilitó el anticiclón Bermuda, lo que permitió que los sistemas se desviaran hacia el norte o tomaran trayectorias más orientales hacia el mar, en lugar de ser empujados hacia el oeste, rumbo a Estados Unidos continental, México o Centroamérica. Como resultado, solo unos pocos sistemas impactaron tierra o causaron daños significativos esta temporada, y solo tres tocaron tierra en Estados Unidos. Por primera vez desde la temporada de 2014, la Organización Meteorológica Mundial (OMM) no retiró ningún nombre este año.

## Pronósticos
Antes y durante cada temporada de huracanes, los servicios meteorológicos nacionales, las agencias científicas y destacados expertos en huracanes emiten varios pronósticos de actividad de huracanes. Estos incluyen pronosticadores del Centro Nacional de Predicción de Huracanes y Clima de la Administración Nacional Oceánica y Atmosférica (NOAA) de los Estados Unidos, Tropical Storm Risk, la Met Office del Reino Unido y Philip J. Klotzbach, William M. Gray y sus asociados en el Universidad Estatal de Colorado (CSU). Los pronósticos incluyen cambios semanales y mensuales en factores importantes que ayudan a determinar la cantidad de tormentas tropicales, huracanes y huracanes importantes dentro de un año en particular. Según Administración Nacional Oceánica y Atmosférica (NOAA) y CSU, la temporada promedio de huracanes en el Atlántico entre 1991 y 2020 contenía aproximadamente 14 tormentas tropicales, 7 huracanes, 3 huracanes mayores y un índice de Energía Ciclónica Acumulada (ACE) de 72 a 111 unidades. La Administración Nacional Oceánica y Atmosférica (NOAA) generalmente clasifica una temporada como superior al promedio, promedio o inferior al promedio según el índice ACE acumulativo, pero ocasionalmente también se considera el número de tormentas tropicales, huracanes y huracanes importantes dentro de una temporada.

### Previsiones de pretemporada
El 6 de diciembre de 2022, TSR publicó la primera predicción anticipada para la temporada atlántica de 2023, pronosticando un año ligeramente inferior al promedio con 13 tormentas con nombre, 6 huracanes y 3 huracanes importantes. Su predicción actualizada del 6 de abril de 2023 requería una cantidad de 12 tormentas nombradas, 6 huracanes y 2 huracanes importantes. Al día siguiente, la Universidad de Arizona (UA) publicó su pronóstico de una temporada muy activa con 19 tormentas con nombre, 9 huracanes, 5 huracanes importantes y un índice ACE de 163 unidades aproximadamente. El 13 de abril, la Universidad Estatal de Colorado (CSU) publicó su predicción en la que pedían 13 tormentas con nombre, 6 huracanes, 2 huracanes importantes y un índice ACE de 100 unidades aproximadamente. Este pronóstico se basaba en la posibilidad del desarrollo del fenómeno de El Niño para el pico de la temporada que normalmente reduce el desarrollo de ciclones tropicales en la cuenca atlántica. También el 13 de abril, TWC publicó su pronóstico para 2023, con una temporada cercana al promedio con 15 tormentas con nombre, 7 huracanes y 3 huracanes importantes. Ese mismo día, además, la Universidad Estatal de Carolina del Norte (NCSU) emitió su pronóstico también, pronosticando entre 11-15 tormentas nombradas, entre 6-8 huracanes y entre 2-3 huracanes de gran intensidad. El 4 de mayo, El Servicio Meteorológico Nacional de México (SMN) emitió su pronóstico para la cuenca del Atlántico, anticipando de 10 a 16 tormentas con nombre en general, con 3 a 7 huracanes y 2 a 4 huracanes mayores. El 25 de mayo, la NOAA anunció su pronóstico de 12 a 17 tormentas con nombre, de 5 a 9 huracanes y de 1 a 4 huracanes importantes, con un 40 % de probabilidad de una temporada casi normal y un 30 % de una temporada por encima del promedio y una temporada por debajo del promedio. Estos pronósticos estaban relacionados en gran medida con la posible aparición del fenómeno de El Niño para el pico de la temporada. Un día después, la UKMO emitió su pronóstico de una temporada extremadamente activa, con 20 tormentas con nombre, 11 huracanes, 5 huracanes importantes y un índice ACE de 222 unidades. El 31 de mayo, justo un día antes del inicio oficial de la temporada, TSR emitió un nuevo pronóstico, casi idéntico al de abril, solo con una tormenta nombrada de más.
En general, hubo una amplia gama de conclusiones entre los grupos que hicieron los pronósticos de pretemporada. Con respecto al número de huracanes, las proyecciones variaron de 5 por SMN a 11 por UKMO. Esto reflejó una incertidumbre por parte de las diversas organizaciones acerca de cómo el esperado evento de El Niño a fines del verano y las temperaturas cálidas de la superficie del mar casi récord afectarían la actividad tropical.

### Previsiones en la media temporada
El 1 de junio, el primer día oficial de la temporada, la Universidad Estatal de Colorado (CSU) emitió un pronóstico actualizado en el que aumentaron ligeramente sus números, ahora esperando una temporada cercana al promedio con 15 tormentas con nombre, 7 huracanes, 3 huracanes importantes y un índice ACE de 125 unidades aproximadamente. Observaron que las temperaturas de la superficie del mar en el Atlántico tropical y subtropical habían aumentado aún más hasta casi alcanzar niveles récord, lo que podría compensar el aumento de la cizalladura del viento de El Niño inminente. El 16 de junio, La Universidad de Arizona (UA) actualizó su predicción estacional, que indica una temporada de huracanes extremadamente activa , con 25 tormentas con nombre, 12 huracanes, 6 huracanes mayores y un índice ACE de 260 unidades. El 17 de junio, TWC, actualizó su pronóstico, incrementando la cantidad de tormentas nombradas, huracanes y huracanes mayores con respecto a su pronóstico de abril con 17, 9 y 4 respectivamente. El 6 de julio, nuevamente la Universidad Estatal de Colorado (CSU) emitió un pronóstico actualizado aumentando sus números, pronosticando una temporada muy activa, con 18 tormentas, 9 huracanes y 4 huracanes mayores, con un índice ACE de 160 unidades. Al día siguiente, TSR actualizó su predicción, pronosticando un año ligeramente superior al promedio con 17 tormentas con nombre, 8 huracanes y 3 huracanes importantes y un índice ACE de 125 unidades, lo que significa que aumentó su pronóstico con respecto al que hizo el 31 de mayo. El 19 de julio, TWC actualizó su pronóstico con respecto al del mes anterior, aumentando sus pronósticos, llamando a una temporada muy activa con 20 tormentas con nombre, 10 huracanes y 5 huracanes importantes, citando que el Océano Atlántico muy cálido podría ejercer más influencia y anular la influencia de El Niño. El 3 de agosto, CSU mantuvo su pronóstico con respecto al de julio prediciendo igualmente 18 tormentas nombradas, 9 huracanes y 4 huracanes importantes y con una posibilidad de un 48% de que un huracán toque tierra en los Estados Unidos y un 53% para la región del Caribe durante la temporada. El 10 de agosto, la NOAA elevó su pronóstico y anunció que había un 60% de posibilidades de que la temporada estuviera por encima del promedio. Afirmaron que, a pesar de esperar que El Niño persistiera durante toda la temporada, la respuesta atmosférica a este fenómeno había tardado en afianzarse y era poco probable que limitara la actividad de los huracanes en el Atlántico.

## Resumen de la temporada

### Antecedentes

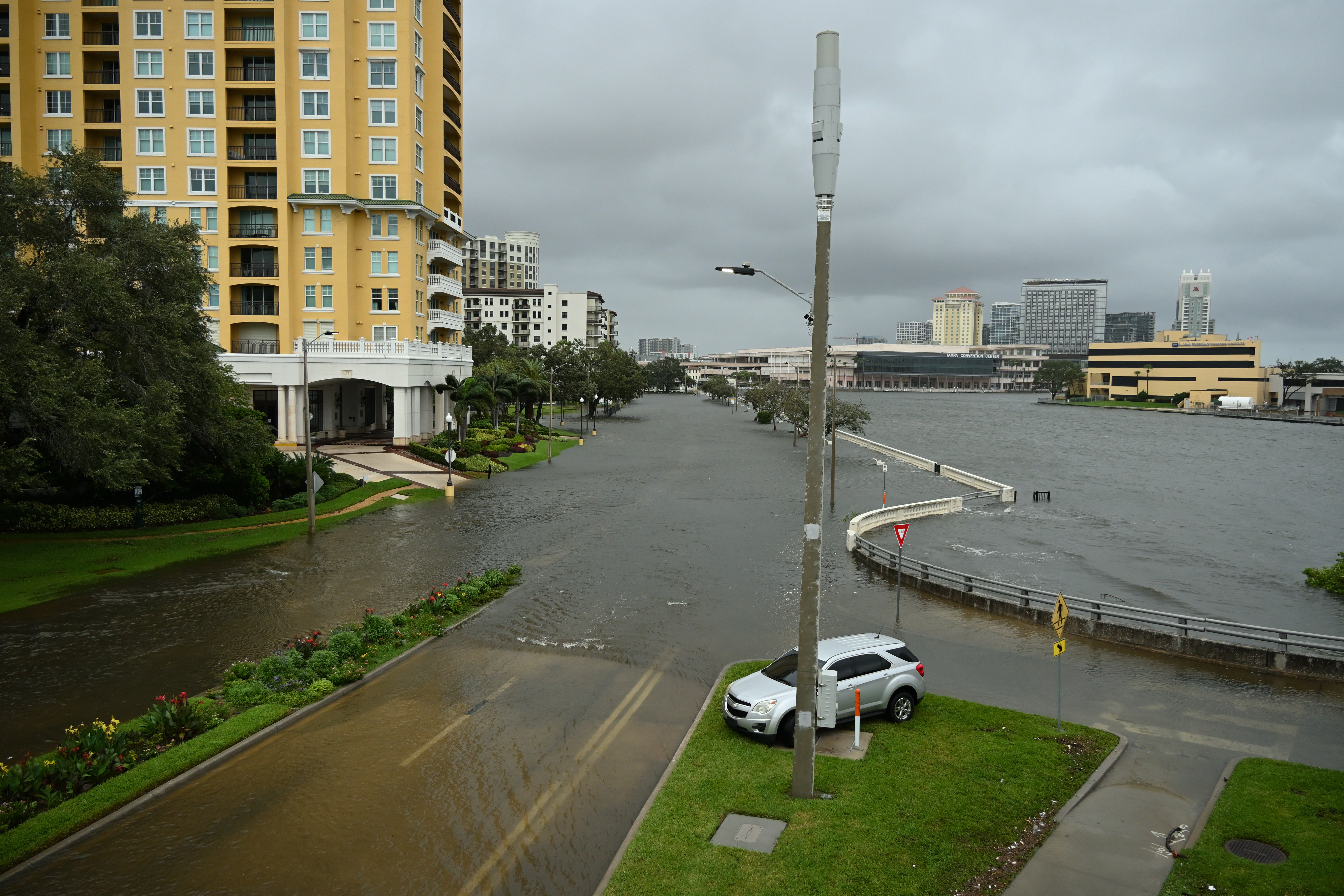
Inundaciones costeras a lo largo de Bayshore Boulevard en Tampa, Florida, debido al huracán Idalia

Oficialmente, la temporada de huracanes del Atlántico de 2023 se extendió del 1 de junio al 30 de noviembre de 2023. Se formaron un total de 21 ciclones tropicales, 20 de los cuales se intensificaron hasta convertirse en tormentas nombrables, lo que ubica a la temporada como la cuarta más activa en términos de número de tormentas tropicales o subtropicales, empatada con 1933. De estos, siete se intensificaron hasta convertirse en huracán, y tres sistemas alcanzaron la intensidad de un huracán mayor. Por lo tanto, la temporada superó el promedio de catorce tormentas con nombre de la NOAA para el período 1991-2020, a la vez que igualó el número normal de huracanes y huracanes mayores: siete y tres, respectivamente. La NOAA atribuyó el número anormalmente alto de tormentas con nombre a temperaturas récord de la superficie del mar en el Atlántico, lo que contrarrestó en gran medida los efectos de un fuerte fenómeno de El Niño, que suele limitar la actividad en la cuenca. De hecho, la temporada registró la mayor cantidad de tormentas tropicales o subtropicales en un año con condiciones de El Niño desde que se tienen registros. Meteorólogos como Jonathan Belles y Phil Klotzbach argumentaron que El Niño impactó la temporada al debilitar significativamente y desplazar el sistema de alta presión de Bermudas hacia el este, causando que varias tormentas se desviaran hacia el mar mucho más al este de lo habitual o se desplazaran sin rumbo sobre el Atlántico central, en lugar de ser empujadas hacia el oeste hacia los Estados Unidos continentales, México o América Central. En consecuencia, sólo tres sistemas tocarán tierra en Estados Unidos.
Pocos ciclones tropicales en el Atlántico en 2023 dejaron impactos significativos. La tormenta más destructiva, Idalia, causó 12 muertes y aproximadamente 3.600 millones de dólares en daños en agosto, a pesar de tocar tierra en Florida con intensidad de huracán de categoría 3, debido a que atravesó principalmente zonas rurales. Durante el mismo mes, Franklin causó al menos 90 millones de dólares en daños y tres muertes, todas en República Dominicana, donde azotó como una débil tormenta tropical. Aunque Lee permaneció en alta mar mientras era un ciclón tropical, los mares agitados generados por la tormenta ahogaron a cuatro personas, mientras que los restos resultaron en daños por alrededor de 50 millones de dólares, principalmente en Maine y el Atlántico canadiense. En septiembre, Ophelia causó daños por aproximadamente 450 millones de dólares a lo largo de la costa este de Estados Unidos. En total, las tormentas de la temporada 2023 causaron colectivamente más de 4.220 millones de dólares en daños y 19 muertes. El índice de la Energía Ciclónica Acumulada (ACE) de esta temporada fue de aproximadamente 139 unidades, aproximadamente un 18% por encima del promedio.
En 2023, la NOAA registró 468 horas de vuelo en sus misiones de cazahuracanes en el Atlántico. Las aeronaves desplegaron más de 1,400 instrumentos científicos y realizaron 120 incursiones en el ojo de la tormenta. La NOAA lanzó varios drones, incluyendo el Black Swift por primera vez en Tammy, tanto para obtener observaciones como para evaluar la eficiencia de este método de recopilación de datos. Además, la NOAA utilizó sus aeronaves para asistir en la respuesta de emergencia a Idalia y Lee, realizando un total de 28 horas de vuelo para obtener imágenes aéreas. El Servicio Nacional Oceánico, una agencia de la NOAA, inspeccionó poco más de 68 km de costa, e identificó 29 posibles obstrucciones marinas tras el huracán Idalia.

### Actividad temprana

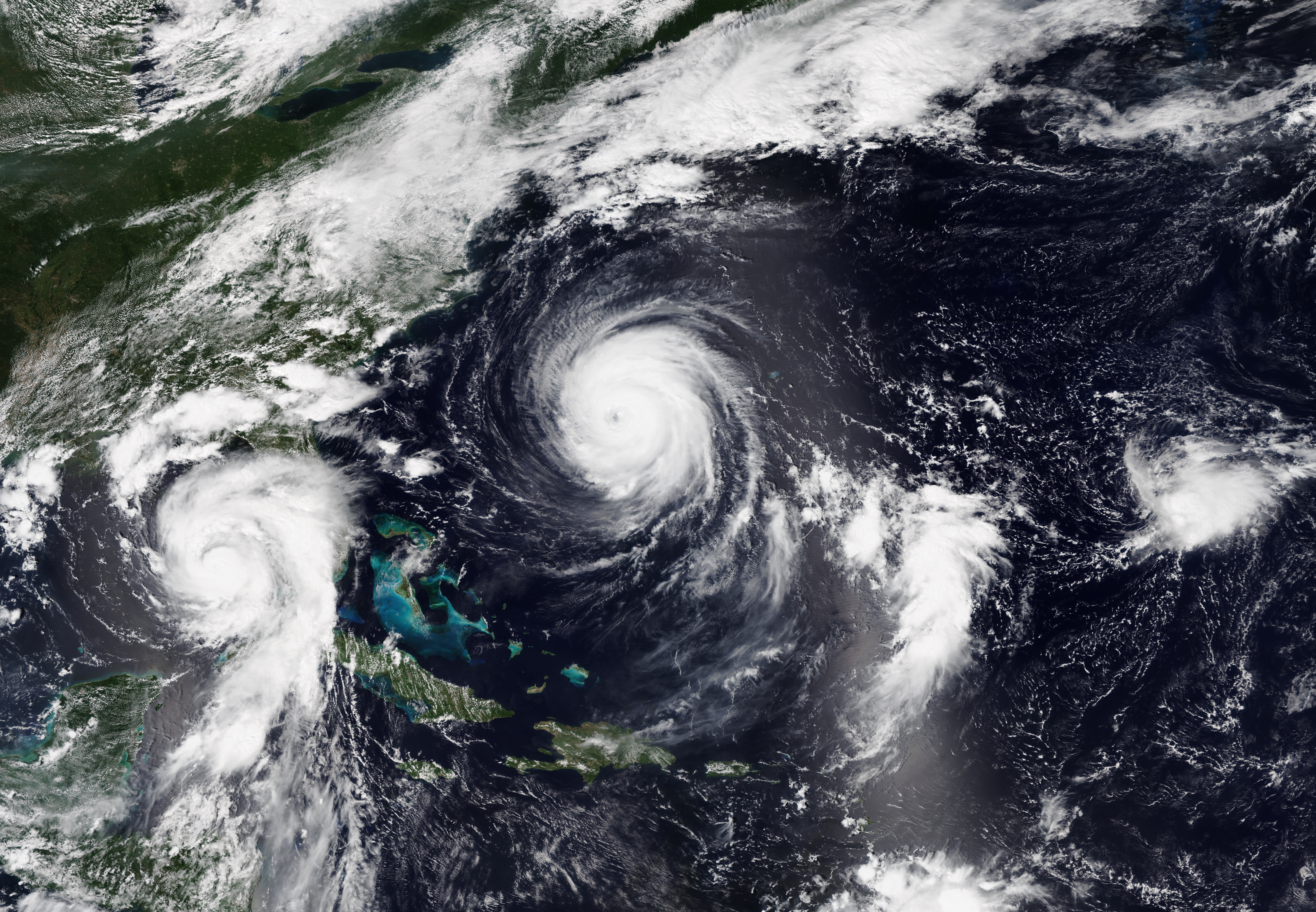
Tres ciclones tropicales activos simultáneamente en el Atlántico el 29 de agosto; los huracanes Idalia (izquierda) y Franklin (centro) y la Depresión Tropical Once que más tarde se convertiría en la tormenta José (derecha). Además, los restos de Gert son visibles entre Franklin y la Depresión Tropical Once.

La temporada de huracanes del Atlántico de 2023 comenzó inesperadamente el 16 de enero, cuando una tormenta subtropical sin nombre se formó frente a la costa noreste de Estados Unidos y luego se desplazó hacia el Atlántico canadiense. Desde el punto de vista operativo, el NHC consideró que la tormenta no era tropical, con una probabilidad mínima de transformarse en un ciclón subtropical o tropical. Sin embargo, unos meses más tarde, a raíz de una evaluación del sistema posterior a la tormenta, fue redesignado como subtropical. No se registró actividad tropical ni subtropical adicional en la cuenca antes del inicio oficial de la temporada el 1 de junio. La tormenta tropical Arlene se formó como depresión tropical el día de apertura en el Golfo de México. Se convirtió en la primera tormenta completamente tropical de la temporada el 2 de junio y se le asignó el primer nombre de la lista, ya que la tormenta subtropical de enero permaneció sin nombre. Más tarde ese mismo mes, se formaron las tormentas tropicales Bret y Cindy, convirtiéndose en la primera vez que dos ciclones tropicales del Atlántico estuvieron activos simultáneamente en junio desde 1968. Ambos se desarrollaron en la Región de Desarrollo Principal (MDR) a partir de ondas tropicales sucesivas provenientes de las costas de África Occidental. Su formación también marcó la primera vez registrada que dos tormentas tropicales se formaron en la MDR durante el mes de junio. Luego, el 14 de julio, se formó la tormenta subtropical Don sobre el Atlántico central. Una tormenta de larga duración, que luego se volvió completamente tropical y se fortaleció hasta convertirse en el primer huracán de la temporada mientras serpenteaba por el océano lejos de la tierra.

### Pico de actividad a tardía
Tras una pausa en la actividad, la ciclogénesis tropical aumentó a un nivel sin precedentes a finales de agosto. Entre el 19 y el 21 de agosto, se formaron cuatro depresiones, que rápidamente se intensificaron hasta convertirse en tormentas con nombre: Emily, Franklin, Gert y Harold. Emily se formó en el Atlántico oriental y duró solo unas 24 horas antes de disiparse. Franklin atravesó la República Dominicana como tormenta tropical, antes de intensificarse hasta convertirse en huracán de categoría 4 en el Atlántico occidental.[47] Gert se convirtió en un sistema de bajas presiones remanente el 22 de agosto, pero se regeneró a depresión tropical a finales de mes. La tormenta tropical Harold afectó el sur de Texas y trajo lluvias muy necesarias a la región. A estos cuatro sistemas les siguieron dos más durante la última semana del mes: Idalia y José. Idalia se formó el 26 de agosto en el noroeste del Caribe, se intensificó hasta convertirse en un huracán de categoría 4 y luego tocó tierra en la región de Big Bend, Florida, con fuerza de categoría 3. La tormenta tropical José se formó en el Atlántico abierto el 29 de agosto y permaneció lejos de tierra.
El rápido ritmo de formación de tormentas continuó hasta septiembre, el pico climatológico de la temporada de huracanes. El 1 de septiembre, la tormenta tropical Katia se formó al noroeste de Cabo Verde, en el extremo oriental del Atlántico. Después de que Gert y Katia se disiparan, la tormenta tropical Lee se formó en el Atlántico tropical central el 5 de septiembre. Se convirtió en huracán un día después, luego se intensificó rápidamente a la categoría 5 al noreste de las Islas de Sotavento, con sus vientos aumentando en 80 mph (130 km/h) durante el período de 24 horas que terminó a las 06:00 UTC del 8 de septiembre. Lee luego tocó tierra varias veces en el Atlántico canadiense después de convertirse en un ciclón extratropical el 16 de septiembre. Luego se formó la tormenta tropical Margot, que se fortaleció hasta convertirse en huracán el 11 de septiembre mientras avanzaba por el Atlántico central. A ellos se unió el huracán Nigel, que se formó a mitad de camino entre las Antillas Menores y las islas de Cabo Verde el 15 de septiembre. Nigel se mantuvo lejos de cualquier masa de tierra y se volvió extratropical el 22 de septiembre. Ese mismo día, se formó la tormenta tropical Ophelia frente a las costas de Carolina del Norte. A la mañana siguiente, la tormenta se adentró tierra adentro con una fuerza cercana a la de un huracán. También el 23 de septiembre, se formó la tormenta tropical Philippe en el Atlántico tropical oriental. Philippe permaneció como ciclón tropical hasta el 6 de octubre, convirtiéndose en el sistema más duradero de la temporada 2023. El 28 de septiembre, la tormenta tropical Rina se desarrolló al este de las Antillas Menores. En ese momento, Philippe y Rina se encontraban a aproximadamente 1,000 km (620 mi), una distancia suficiente para influir en su movimiento y desarrollo.
Después de una breve pausa en la actividad, la tormenta tropical Sean se desarrolló en el Atlántico tropical oriental el 11 de octubre. Más tarde, el 18 de octubre, se formó el huracán Tammy. Tammy tocó tierra en Barbuda, el segundo sistema en tres semanas que lo hace, además de Philippe. Unos días después, se formó la efímera depresión tropical Veintiuno frente a la costa de Nicaragua, se adentró tierra adentro y pronto se disipó. La temporada terminó cuando Tammy se transformó en una depresión remanente el 29 de octubre. No se formaron ciclones tropicales en el Atlántico durante noviembre, aunque una perturbación tropical sobre el mar Caribe fue designada brevemente como posible ciclón tropical.

## Ciclones tropicales

### Tormenta subtropical sin nombre
El 16 de enero de 2023, el Centro Nacional de Huracanes (NHC), emitió una previsión meteorológica tropical especial sobre un área de baja presión centrada aproximadamente a 480 km (300 millas) al norte de las Bermudas. El NHC señaló que la baja actividad de tormenta exhibida cerca de su centro, pero evaluó su probabilidad de transición a un ciclón tropical o subtropical como cercana al cero por ciento. Estas tormentas eléctricas pueden haberse desarrollado debido a la combinación de la posición del ciclón sobre la Corriente del Golfo, donde las temperaturas de la superficie del mar alrededor de 68–70 °F (20–21 °C) y el aire frío en altura resultaron en una alta inestabilidad atmosférica. Contrariamente a lo esperado, a las 12:00 UTC del 16 de enero se formó la Tormenta subtropical Sin Nombre (llamada así debido a que fue descubierta mucho después de haberse formado y el NHC decidió no ponerle nombre) a unos 500 km (310 millas) al sureste de Nantucket, Estados Unidos. Al momento de su desarrollo, la tormenta poseía vientos sostenidos de 95 km/h (60 mph) y una presión mínima central de 982 mbar y comenzó a acelerar primero hacia el este y después hacia el noreste hacia aguas más frescas. El sistema se intensificó gradualmente desde su nacimiento y alcanzó su intensidad máxima con vientos máximos sostenidos de 110 km/h (70 mph) y una presión central mínima de 976 mbar alrededor de las 00:00 UTC del 17 de enero. A las 12:45 UTC de ese mismo día, tocó tierra en Louisbourg, Nueva Escocia, Canadá un poco más debilitaba con vientos máximos sostenidos de 85 km/h (50 mph) y una presión mínima central de 983 mbar. Una horas después, alrededor de las 18:00 UTC el sistema se convirtió en un remanente bajo y al mediodía del día siguiente se disipó en el extremo este de Quebec, Canadá.
No se informaron daños relacionados con la tormenta debido a que sus vientos más intensos permanecieron en alta mar. La tormenta subtropical se ubicó dentro de un sistema de tormentas más amplio que trajo nevadas a partes de la costa de Nueva Inglaterra, incluyendo hasta 4,5 pulgadas (110 mm) en partes de Massachusetts, con 3,5 pulgadas (89 mm) de nieve en Boston. En Nueva Escocia, Canadá, la tormenta trajo ráfagas de viento de cerca de 110 km/h (70 mph) a Sable Island. El sistema fue reconocido como la primera tormenta de la temporada el 11 de mayo, cuando el NHC le otorgó la designación de tormenta subtropical, luego de una revisión posoperativa de los datos recopilados en su funcionamiento.

### Tormenta tropical Arlene
El 30 de mayo de 2023, el Centro Nacional de Huracanes (NHC) comenzó a monitorear un área de clima perturbado sobre el este del Golfo de México en busca de un posible desarrollo tropical. Al día siguiente el sistema continuó ganando en organización e intensidad y se desarrolló un área de baja presión. El sistema continuó organizándose y finalmente se convirtió en la Depresión Tropical Dos a las 12:00 UTC del 1 de junio, mientras se encontraba frente a la costa oeste de Florida a unos 325 km (200 millas) al oeste de Tampa. Después de su formación como ciclón tropical, se movió hacia el noroeste y luego hacia el sur-sureste. Los cazadores de huracanes investigaron la depresión en la mañana del 2 de junio y a las 06:00 UTC de ese día se determinó que la depresión se había convertido en la Tormenta tropical Arlene 
sobre el Golfo de México. Moviéndose hacia el sureste, Arlene siguió siendo una tormenta tropical mínima durante todo el día con vientos sostenidos de 65 km/h (40 mph) mientras que la presión descendía ligeramente y a las 00:00 UTC del 3 de junio alcanzó su máxima intensidad con vientos máximos sostenidos de 65 km/h (40 mph) y una presión mínima central de 998 mbar. A las 06:00 UTC de ese día Arlene había perdido gran parte de su convección y por lo tanto se debilitó hasta convertirse en una depresión tropical. Seis horas más tarde, a las 12:00 UTC, Arlene degeneró en una baja remanente a unos 245 km (150 millas) al oeste-noroeste de La Habana, Cuba y un día después se disipó al norte de Cuba. 
Arlene trajo entre 51 y 152 mm (2 y 6 pulgadas) de lluvia a muchas localidades del centro y sur de Florida, incluido un total máximo de 249 mm (9,82 pulgadas) en Lakeland. Sin embargo, estas precipitaciones fueron en su mayoría beneficiosas, aliviando las condiciones de sequía junto con otras lluvias de esa semana. Los restos de Arlene generaron severas tormentas eléctricas en el sur de Florida, con ráfagas de viento de hasta 83 mph (134 km/h) en el Aeropuerto Internacional de Fort Lauderdale-Hollywood. Cerca de allí, los vientos provocaron el derrumbe parcial del techo de un edificio de apartamentos en Pembroke Park, lo que obligó a dos familias a evacuar. Los daños causados por este incidente ascendieron a 50.000 dólares.Los restos de Arlene también dejaron precipitaciones en varias islas de las Bahamas, alcanzando un máximo de 220 mm (8,5 pulgadas) de precipitación en Cockburn Town.

### Tormenta tropical Bret
El 15 de junio de 2023, el Centro Nacional de Huracanes (NHC) comenzó a monitorear una onda tropical próxima a la costa de África Occidental para un desarrollo gradual en los días siguientes. La perturbación se organizó mejor durante los siguientes días debido a las cálidas temperaturas de la superficie del mar y las condiciones atmosféricas favorables y el NHC le dio un 70% de desarrollo tropical en 7 días el 17 de junio. En la mañana del 19 de junio, el sistema se organizó mejor y se convirtió en la Depresión Tropical Tres a las 15:00 UTC a unos 2295 km (1425 millas) al este de las Islas de Barlovento y se fortaleció en la Tormenta tropical Bret seis horas después, a las 21:00 UTC. Bret fue intensificándose gradualmente durante los próximos días a medida que se dirigía al oeste hacia las Antillas Menores y a las 06:00 UTC del 22 de junio alcanzó su intensidad máxima con vientos sostenidos de 110 km/h (70 mph) y una presión central mínima de 996 mbar a unos 465 km (250 millas) al este de Barbados. Poco después, Bret se trasladó a un área de mayor cizalladura vertical del viento, lo que provocó que se debilitara gradualmente a medida que avanzaba por las Antillas Menores. Durante la noche del 22 al 23 de junio, pasó justo al norte de Barbados y alrededor de las 03:00 UTC del 23 de junio toco tierra en San Vicente con vientos de alrededor de 95 km/h (60 mph) y una presión mínima de 1004 mbar. Temprano el 24 de junio, Bret pasó justo al norte de Aruba un poco más debilitada con una convección mínima cerca de su centro. Finalmete, Bret se abrió en una vaguada más tarde ese día, alrededror de las 21:00 UTC a unos 260 km (160 millas) al oeste-noroeste de la Península de la Guajira en Colombia. La ola remanente luego cruzó Centroamérica y contribuyó a la formación del huracán Beatriz.
Bret trajo vientos racheados y fuertes lluvias a las Islas de Barlovento, dañando 17 casas y los techos de otras 35 estructuras. El Aeropuerto Internacional de Hewanorra en Santa Lucía informó una ráfaga de viento de 111 km/h (69 mph) en la mañana del 23 de junio, y las autoridades informaron que gran parte de la red eléctrica de la isla había quedado inutilizada por la tormenta. Los vientos con fuerza de tormenta tropical dañaron varios edificios en Barbados, incluido un árbol que cayó sobre una casa en Bridgetown. El Aeropuerto Internacional Grantley Adams del país informó una ráfaga de viento máxima de 90 km/h. La tormenta que pasó también dañó o destruyó varias viviendas en San Vicente y las Granadinas, y el 50% de la isla se quedó sin electricidad. Las pérdidas agrícolas por la tormenta en Santa Lucía fueron de 445.000 dólares.

### Tormenta tropical Cindy
El 18 de junio de 2023, el Centro Nacional de Huracanes (NHC) comenzó a rastrear una onda tropical que se había alejado recientemente de la costa de África Occidental, que se volvió más organizada al día siguiente. Aunque inicialmente el sistema luchó por organizarse mejor, se encontraba en un entorno general propicio para el desarrollo, y se convirtió en la Depresión tropical Cuatro a las 00:00 UTC del 22 de junio, localizada aproximadamente a 2245 km (1395 millas) al este-sureste de las Antillas Menores. A pesar de las condiciones atmosféricas marginales, la depresión se convirtió en la Tormenta tropical Cindy a las 00:00 UTC del 23 de junio, mientras se encontraba desorganizada según las imágenes satelitales. Después de ser declarada tormenta tropical, Cindy se fortaleció lentamente mientras se movía hacia el noroeste y a las 06:00 UTC del 24 de junio alcanzó su máxima intensidad con vientos máximos sostenidos de 95 km/h (60 mph) y una presión mínima central de 1004 mbar. Más tarde ese día y continuando hasta el siguiente, la tormenta se debilitó progresivamente. Luego, a las 06:00 UTC del 26 de junio, Cindy se disipó a unos 605 km (375 millas) al norte-noreste de las Islas de Barlovento del norte.

### Huracán Don
Una canal de baja presión se formó sobre el Atlántico central el 11 de julio, al este-noreste de las Bermudas. Aunque el sistema permaneció incrustado dentro del canal y no había desarrollado un campo de viento compacto, se desarrolló un centro de circulación bien definido junto con una convección profunda persistente a principios del 14 de julio, lo que llevó al NHC a clasificarlo como Tormenta subtropical Don a las 09:00 UTC ubicado a unos 1875 km (1165 millas) al oeste-suroeste de las Islas Azores. La convección profunda de Don disminuyó más tarde ese día y pronto comenzó a debilitarse, resistiendo apenas como una tormenta subtropical y como resultado se degradó a una depresión subtropical en la tarde del 16 de julio. Al día siguiente, mientras comenzaba un ciclo anticiclónico sobre el Atlántico central, dirigido por una cresta de bloqueo a su norte, el sistema hizo la transición de una depresión subtropical a una depresión tropical. No mucho después, en la madrugada del 18 de julio, Don volvió a convertirse en una tormenta tropical según los datos de viento satelitales. A partir de la noche del 19 de julio, Don comenzó a intensificarse muy lentamente y en la mañana del 22 de julio completó el giro anticiclónico que había comenzado unos 5 días antes. Poco después, en la tarde-noche de ese día, mientras se movía sobre la Corriente del Golfo, la tormenta se fortaleció rápidamente hasta convertirse en el primer huracán de la temporada y en ese momento además alcanzó su máxima intensidad con vientos máximos sostenidos de 120 km/h (75 mph) y una presión central mínima de 988 mbar. Don siguió siendo un huracán mínimo de categoría 1 durante 12 horas aproximadamente antes de debilitarse a tormenta tropical en la mañana del 23 de julio, cuando su estructura se deterioró rápidamente a medida que avanzaba sobre aguas cada vez más frías al norte de la Corriente del Golfo. Don continuó debilitándose debido a las aguas frías y la cizalladura hasta el día siguiente, haciendo la transición a un ciclón extratropical a las 15:00 UTC del 24 de julio a unos 940 km (585 millas) al este de Cape Race, Terranova.

### Tormenta tropical Gert
En la noche del 13 de agosto de 2023, el Centro Nacional de Huracanes (NHC) comenzó a monitorear una onda tropical ubicada al oeste-suroeste de las islas de Cabo Verde. La onda poco a poco fue organizándose y el 17 de agosto el NHC aumentó sus posibilidades hasta un 60% en los próximos 7 días. Sin embargo, poco después las condiciones se tornaron desfavorables para su desarrollo y las posibilidades bajaron considerablemente para los próximos días. Inesperadamente el 19 de agosto, la perturbación comenzó a desarrollar convección y rápidamente las posibilidades aumentaron y a las 21:00 UTC de ese día se convirtió en la Depresión tropical Seis a unos 1375 km (855 millas) al este de las Islas de Barlovento. La depresión pronto entró en un área de fuerte cizalladura del viento y apenas se mantenía como un ciclón tropical el 20 de agosto. Inesperadamente, y en condiciones muy hostiles, la depresión desarrolló una pequeña área de convección cerca del centro en la madrugada del 21 de agosto y fue más que suficiente para ser designada como la Tormenta tropical Gert a las 04:00 UTC de ese día ubicada a unos 780 km (485 millas) al este del grupo norte del arco de las Antillas Menores. Sin embargo, pronto comenzó a debilitarse nuevamente y se degradó a una depresión tropical a las 21:00 UTC de ese mismo día. Finalmente Gert se abrió en una onda tropical a las 15:00 UTC del 22 de agosto a unos 370 km (230 millas) al este-sureste del norte de las Islas de Barlovento. Días después de disiparse el NHC comenzó a monitorear sus restos para una posible regeneración y después de vagar 10 días por el Atlántico central como un remanente, Gert volvió a convertirse en una depresión tropical en la mañana del 1 de septiembre a 1020 km (635 millas) al este-sureste de las Bermudas y horas después, se convirtió nuevamente en una tormenta tropical. Moviéndose hacia el noreste, Gert alcanzó su máxima intensidad en la tarde del 3 de septiembre con vientos máximos sostenidos de 95 km/h (60 mph) y una presión central mínima de 997 mbar, una intensificación lograda a pesar de la fuerte cizalladura del viento del noreste. Luego, Gert comenzó a deteriorarse mientras era arrastrado rápidamente hacia el norte y hacia la rotación alrededor de la baja remanente de lo que fue el Huracán Idalia, y se disipó alrededor de las 15:00 UTC del 4 de septiembre sobre el Atlántico norte a unos 1530 km (950 millas) al noreste de las Bermudas.

### Tormenta tropical Emily
En la tarde del 13 de agosto de 2023, el Centro Nacional de Huracanes (NHC) notó por primera vez la posibilidad de que se desarrollara una amplia zona de baja presión en asociación con una onda tropical frente a la costa de África Occidental. El 15 de agosto, la onda emergió de la costa de África hacia el Atlántico oriental. Durante los días siguientes, el sistema se organizó gradualmente en condiciones generalmente favorables. El 20 de agosto, los datos de viento satelitales indicaron que estaba produciendo vientos huracanados en su lado norte, y el centro quedó bien definido, por lo que se convirtió en la  Tormenta tropical Emily a las 15:00 UTC de ese día a unos 1615 km (100 millas) al oeste-noroeste de las islas de Cabo Verde y en ese momento se encontraba además en su máxima intensidad con vientos máximos sostenidos de 85 km/h (50 mph) y una presión central mínima de 1001 mbar. Poco después de su formación, Emily ya estaba comenzando a verse afectada por la fuerte cizalladura del viento y un ambiente seco, dejando su centro expuesto. Finalmente, Emily se quedó sin convección profunda y pasó a ser un remanente a las 15:00 UTC del 21 de agosto a 1965 km (1225 millas) al oeste-noroeste de las islas de Cabo Verde.

### Huracán Franklin
El 17 de agosto de 2023, el Centro Nacional de Huracanes (NHC) notó la posibilidad de la formación de una perturbación en la parte posterior de una vaguada de baja presión mientras se dirigía hacia el oeste, hacia las Islas de Barlovento. Un área de baja presión se formó el 19 de agosto al este de esas islas, y el 20 de agosto, el NHC designó el sistema como la tormenta tropical Franklin sobre el Mar Caribe a unos 435 km (270 millas) al sur-sureste de la Isla Saona en la República Dominicana. Durante los siguientes días, el ciclón se desvió a través de corrientes directivas débiles, mientras luchaba contra una cizalladura del viento moderada. Esto le dio al ciclón una apariencia desalineada con la mayor parte de la convección al este de su centro y el NHC dudó varias veces que Franklin podría no haber tenido un centro de circulación bien definido el 22 de agosto. A principios del 23 de agosto, la tormenta comenzó a moverse hacia el noroeste antes de girar hacia el norte, organizándose algo mejor, lo que le permitió intensificarse. Luego, alrededor de las 12:00 UTC de ese día, Franklin tocó tierra con vientos máximos sostenidos de 85 km/h (50 mph) y una presión de 1000 mbar al sur de Barahona, República Dominicana. La tormenta comenzó a debilitarse como resultado de la interacción con tierra dominicana durante nueve horas aproximadamente y emergió a las 21:00 UTC como tormenta tropical mínima en el Océano Atlántico donde encontró condiciones muy desfavorables durante 2 días que le permitieron intensificarse. Después de luchar con una fuerte cizalladura del oeste que dejaba muy expuesto su centro de circulación, Franklin entró en un entorno más favorable para el desarrollo el 25 de agosto y rápidamente se intensificó hasta convertirse en un huracán de categoría 1 en la mañana del 26 de agosto. Una mayor disminución de la cizalladura del viento junto con menos aire seco permitió que el huracán comenzara a intensificarse rápidamente, convirtiéndose en el primer gran huracán de la temporada a las 09:00 UTC del 28 de agosto. Franklin continuó intensificándose explosivamente, convirtiéndose en un huracán de categoría 4 apenas unas horas después y alcanzó su intensidad máxima alrededor de las 00:00 UTC del 29 de agosto con vientos máximos sostenidos de 240 km/h (150 mph) y una presión mínima de 926 mbar, y con esa presión se convirtió en el huracán del Atlántico más intenso desde Iota (917 mbar) en 2020 y en el más intenso del Atlántico más al norte registrado que cualquier otro (29 °N). Poco después, Franklin inició un ciclo de reemplazo de la pared del ojo, lo que provocó que comenzara a debilitarse lentamente. Esa tendencia continuó después de que se completó el ciclo cuando la cizalladura del viento procedente del Huracán Idalia aumentó sobre Franklin y, a las 09:00 UTC del 30 de agosto, se había debilitado hasta alcanzar la categoría 2. Más tarde ese día, Franklin giró hacia el este-noreste y pasó al norte de las Bermudas. Mientras lo hacía, la estructura del ojo de la tormenta comenzó a deteriorarse debido a la fuerte cizalladura del viento del norte. Luego, el 1 de septiembre, Franklin pasó a ser un ciclón extratropical a unos 1270 km (790 millas) al noreste de las Bermudas, con vientos equivalentes a Categoría 1 de 140 km/h (85 mph).
Las bandas exteriores de Franklin generalmente produjeron totales de precipitación de 2 a 4 pulgadas (51 a 102 mm) en el sur y este de Puerto Rico, causando deslizamientos de tierra, inundaciones repentinas y desbordamientos de ríos. En República Dominicana, Franklin trajo fuertes lluvias, generalmente de entre 150 y 250 mm (6 y 10 pulgadas) de precipitación, y ráfagas de viento de hasta 84 km/h (52 mph) en Barahona. Como consecuencia de ello se produjeron daños en edificios, viviendas y postes de luz. Al menos 350 personas fueron desplazadas y más de 500 viviendas y 2.500 carreteras resultaron afectadas o dañadas. Varias comunidades quedaron aisladas y casi 350.000 hogares se quedaron sin electricidad y otros 1,6 millones de residentes perdieron el acceso al agua potable. El Servicio Meteorológico de la República Dominicana reportó tres muertes en el país, mientras que los daños totales totalizaron aproximadamente $90 millones. También se produjeron impactos menores en Bermudas, limitados principalmente a cortes de electricidad.

### Tormenta tropical Harold
En la noche del 15 de agosto de 2023, el Centro Nacional de Huracanes comenzó a monitorear un área de clima perturbado al norte de La Española el cual se esperaba que se moviera hacia el oeste y se desarrollara en los próximos días sobre el Golfo de México. Durante los siguientes días, la perturbación fue organizándose y pasó al sur de Bahamas y entre Cuba y Estados Unidos por el Estrecho de Florida y finalmente entró en el Golfo de México el 20 de agosto. Una vez en el Golfo la perturbación comenzó a organizarse mejor y debido a la amenaza que representaba para tierra se iniciaron avisos sobre el Potencial Ciclón Tropical Nueve a las 15:00 UTC del 21 de agosto para emitir advertencias de tormenta tropical a lo largo de la costa del sur de Texas. Siguió una mayor organización y el sistema se convirtió en la Depresión tropical Nueve seis horas después. Moviéndose rápidamente hacia el oeste, la depresión se intensificó hasta convertirse en la Tormenta tropical Harold a las 06:00 UTC del 22 de agosto ubicada a unos 310 km (195 millas) al este-sureste de Port Mansfield, Texas. Harold se fortaleció un poco más antes de tocar tierra en Isla del Padre, Texas, a las 15:00 UTC de ese día con sus vientos máximos sostenidos de 85 km/h (50 mph) y una presión central mínima de 998 mbar. Su presión central más baja de 996 mbar la alcanzó sobre tierra unas tres horas más tarde. Pronto, a las 21:00 UTC de ese día, Harold se debilitó hasta convertirse en una depresión tropical y finalmente se desintegró a las 15:00 UTC del 23 de agosto mientras estaba ubicada sobre Texas a unos 245 km (155 millas) al sureste de la ciudad de El Paso.
Harold generó una marejada ciclónica modesta en Texas a medida que se acercaba a tierra, alcanzando 2,2 pies (0,67 m) en el paso de San Luis. La tormenta trajo hasta 6,98 pulgadas (177 mm) de lluvia cerca de Orange Grove, mientras que Corpus Christi rompió un récord diario con 4,74 pulgadas (120 mm) de precipitación el 22 de agosto. Los vientos con fuerza de tormenta tropical también se extendieron por la región, con vientos sostenidos de hasta 77 km/h (48 mph) y ráfagas máximas de 108 km/h (67 mph), ambos registrados en Loyola Beach. Más de 35,000 clientes en el sur de Texas se quedaron sin electricidad. El Distrito Escolar Independiente de Londres estuvo cerrado durante varios días debido a los daños sufridos durante la tormenta. Harold también trajo fuertes lluvias y vientos a partes del norte de México, pero sólo causó daños menores. En Piedras Negras, cayeron 100 mm de lluvia en pocas horas. Los restos de Harold provocaron graves inundaciones en partes del suroeste de Estados Unidos, incluida Las Vegas, donde una persona murió y otra fue reportada como desaparecida. En total, Harold causó daños por un valor aproximado de 505.000 dólares.

### Huracán Idalia
El 24 de agosto de 2023, se formó un canal de baja presión en la cuenca del Pacífico Oriental frente a la costa de América Central. La perturbación cruzó hacia la cuenca del Atlántico y comenzó a organizarse a medida que avanzaba hacia el norte a través del Mar Caribe occidental. El ritmo de organización se aceleró el 26 de agosto, mientras el disturbio se localizaba cerca del noreste de la Península de Yucatán, y esa tarde se convirtió en la Depresión tropical Diez. Más tarde ese día, y hasta el siguiente, la depresión se desvió debido a las débiles corrientes de dirección circundantes, con su centro moviéndose en un pequeño bucle en sentido antihorario. La depresión se convirtió en Tormenta tropical Idalia a las 15:15 UTC del 27 de agosto, después de que un vuelo de los cazadores de huracanes de la NOAA informara que estaba produciendo vientos huracanados ubicada a unos 135 km (80 millas) al este-sureste de Cozumel, México. Temprano a la mañana siguiente, Idalia comenzó a moverse hacia el norte, hacia el Canal de Yucatán al oeste de Cuba, intensificándose a lo largo del camino. Temprano en la mañana del 29 de agosto, después de pasar a solo 15 km (9 millas) del Cabo de San Antonio, extremo occidental de Cuba, la tormenta se había desarrollado lo suficiente como para ser clasificada como huracán de categoría 1. Luego, beneficiándose de condiciones ambientales excepcionales en el Golfo de México, Idalia continuó intensificándose, alcanzando la fuerza de Categoría 2 más tarde ese mismo día. Luego procedió a intensificarse rápidamente hasta alcanzar la categoría 4 en la mañana del 30 de agosto, unas horas antes de tocar tierra, alcanzando una intensidad máxima con vientos máximos sostenidos de 215 km/h (130 mph) y una presión central mínima de 940 mbar. El fortalecimiento de Idalia fue luego detenido por un ciclo de reemplazo de la pared del ojo, lo que provocó que se debilitara ligeramente antes de tocar tierra a las 11:45 UTC, a unas 20 millas (30 km) al sur de Perry, en la región del Big Bend en Florida, con vientos sostenidos de 205 km/h (125 mph). Idalia se debilitó rápidamente a medida que avanzaba tierra adentro hacia el sureste de Georgia, y fue degradada a tormenta tropical a las 21:00 UTC de ese mismo día. La fuerte cizalladura del viento del suroeste empujó la convección de la tormenta bastante al norte y al este de su centro a medida que se alejaba de la costa noreste de Carolina del Sur y emergía en el Océano Atlántico a principios del 31 de agosto. Esa tarde, mientras estaba al sureste de Cabo Hatteras, Carolina del Norte, Idalia pasó a ser un ciclón extratropical.
Durante las primeras etapas de la tormenta, fuertes lluvias cayeron a lo largo de la península de Yucatán y en el occidente de Cuba. Como consecuencia, se produjeron inundaciones en algunas zonas de esta última, especialmente en las provincias de Artemisa y Pinar del Río, lo que obligó a evacuar a más de 10 000 personas. En Florida, los fuertes vientos y la marejada ciclónica, que alcanzaron alturas de entre 2,4 y 3,7 m (8 y 12 pies) entre Keaton Beach y Steinhatchee, causaron daños significativos en la región de Big Bend, Florida, a la agricultura, la infraestructura, los edificios y las viviendas, que se inundaron hasta varios kilómetros tierra adentro. Los graves impactos de la marejada ciclónica se extendieron hacia el sur, a partes de la bahía de Tampa, con hasta 1,5 m (5 pies) de agua en aproximadamente 2.000 viviendas del condado de Pasco. Unas 150 personas del condado necesitaron ser rescatadas durante la tormenta. Decenas de miles de estructuras en Florida, fuera de la región de Big Bend, sufrieron algún grado de daños. Partes de Georgia y las Carolinas experimentaron lluvias, fuertes vientos, marejadas ciclónicas y tornados, pero con menor impacto que en Florida, mientras que se reportaron mareas altas en zonas tan al norte como el Atlántico Medio. En total, Idalia causó aproximadamente 3.600 millones de dólares en daños y doce muertes en Estados Unidos: cuatro en Florida, tres en Carolina del Norte y tres en Nueva Jersey, y una en Georgia y una en Delaware. Los restos de Idalia provocaron más de 6.000 cortes de energía en Bermudas y el retraso o cancelación de muchos vuelos hacia y desde el Aeropuerto Internacional L.F. Wade.

### Tormenta tropical Jose
El 19 de agosto de 2023, el Centro Nacional de Huracanes (NHC) comenzó a monitorear una onda tropical que producía una gran área de convección profunda a medida que avanzaba frente a la costa occidental de África. Después de moverse hacia el oeste-noroeste a través de las islas de Cabo Verde con pocos o ningún signo de organización, se formó un área de baja presión dentro de la onda a última hora del 23 de agosto. Sin embargo, tres días después, la baja se abrió en un canal de baja presión sobre el Atlántico central. Una nueva área de baja presión se formó dentro de la perturbación el 29 de agosto, produciendo convección y mostrando signos de estar mejor organizada y más tarde ese día, alrededor de las 15:00 UTC el sistema se convirtió en la Depresión tropical Once a unos 1375 km (855 millas) al este-sureste de Bermudas. La depresión serpenteó dentro de débiles corrientes directivas en el Atlántico central durante los dos días siguientes y comenzó a volverse menos organizada a última hora del 30 de agosto debido a la cizalladura del oeste. Sin embargo, la cizalladura se relajó brevemente y el patrón de estallido convectivo de la tormenta evolucionó abruptamente hacia bandas curvas a principios del 31 de agosto, lo que significó que la depresión se había fortalecido hasta convertirse en la Tormenta tropical Jose a 1265 km (785 millas) al este-sureste de las Bermudas. Un mayor desarrollo tardó en llegar ya que las características de las bandas de Jose permanecían limitadas y la convección en su centro era poco profunda. Sin embargo, temprano en la mañana del 1 de septiembre, la estructura de la tormenta mejoró inesperadamente de manera notable, la convección cerca del centro se profundizó y apareció una pequeña característica parecida a un ojo en el nivel medio. Esto permitió que Jose se fortaleciera abruptamente y alcanzó sus vientos máximos de 95 km/h (60 mph) a las 09:00 UTC de ese día mientras que su presión más baja de 996 mbar la alcanzó unas horas después. La intensificación de Jose fue breve y la tormenta pronto comenzó a debilitarse debido a la cizalladura hacia el norte provocada por la salida del huracán Franklin que pronto absorbió a Jose alrededor de las 03:00 UTC del 2 de septiembre a unos 1880 km (1170 millas) al noreste de las Bermudas.

### Tormenta tropical Katia
El 28 de agosto de 2023, una onda tropical se movió frente a la costa occidental de África. Una amplia zona de baja presión se formó dos días después cerca de las islas de Cabo Verde. El 31 de agosto, la perturbación comenzó a mostrar signos de mejor organización y la baja quedó mejor definida a la mañana siguiente. Como resultado, la onda se convirtió en la Depresión tropical Doce a las 15:00 UTC del 1 de septiembre a unos 605 km (375 millas) al noroeste de las islas de Cabo Verde. Durante el resto de ese día la depresión se fortaleció y a la mañana siguiente se convirtió en la Tormenta tropical Katia. El 2 de septiembre, la estructura interna de Katia se definió mejor y a las 21:00 UTC de ese día alcanzó su máxima intensidad con vientos máximos sostenidos de 95 km/h (60 mph) y una presión mínima central de 998 mbar. Sin embargo, solo algunas horas después, la tormenta se debilitó y su centro de superficie quedó desplazado muy al sur de un área remanente de convección. A las 03:00 UTC del 4 de septiembre, en el extremo noroeste de las islas de Cabo Verde, la tormenta se había debilitado hasta convertirse en una depresión tropical. Luego, más tarde ese día, degeneró en una baja remanente a unos 1710 km (1060 millas) al noroeste de las islas de Cabo Verde.

### Huracán Lee
El 2 de septiembre de 2023, una onda tropical emergió en el Atlántico tropical desde la costa occidental de África. Un área de baja presión se formó a partir de la onda dos días después al oeste-suroeste de Cabo Verde. El 5 de septiembre, el sistema se volvió más organizado, con múltiples bandas de nivel bajo desarrollándose y la formación de un centro bien definido y como resultado se convirtió en la Depresión tropical Trece a las 15:00 UTC de ese día. En medio de condiciones favorables para la intensificación, la depresión rápidamente se fortaleció hasta convertirse en la Tormenta tropical Lee seis horas después, mientras estaba ubicado a unos 2115 km (1315 millas) al este del arco de las Antillas Menores. Lee continuó intensificándose a medida que se organizaba mejor, con bandas convectivas aumentando y un ojo comenzando a formarse en la tarde siguiente. A las 21:00 UTC del 6 de septiembre, el sistema se fortaleció hasta convertirse en un huracán de categoría 1 mientras se encontraba muy al este del norte de las Islas de Sotavento. Luego, durante un período de 18 horas que comenzó a las 09:00 UTC del 7 de septiembre y hasta las 03:00 UTC del 8 de septiembre, Lee experimentó una intensificación explosiva y pasó de ser un huracán categoría 1 con vientos de 130 km/h (80 mph) a un huracán categoría 5 con vientos de 260 km/h (160 mph). Unas horas después, a las 09:00 UTC de ese día, alcanzó su máxima intensidad con vientos máximos sostenidos de 270 km/h (165 mph) y una presión mínima de 926 mbar. Sin embargo, varias horas más tarde, un aumento de la cizalladura del viento del suroeste provocó que el ojo de Lee se llenara de nubes y la tormenta se volvió más asimétrica, lo que provocó que se debilitara hasta degradarse a un huracán de categoría 4 de alto nivel. El ritmo de debilitamiento se aceleró a medida que avanzaba el día y, a primera hora del 9 de septiembre, Lee se había degradado a un huracán de categoría 3 de nivel bajo. Más tarde ese día, los datos de una misión nocturna de cazadores de huracanes en la tormenta revelaron que Lee estaba experimentando un ciclo de reemplazo de la pared del ojo y todavía se veía afectado negativamente por una modesta cizalladura vertical del viento. Los vientos observados en los niveles máximos de vuelo fueron menores que en una misión anterior y como resultado de estos hallazgos, el huracán fue degradado a categoría 2 en la madrugada del 10 de septiembre. Posteriormente, cuando el ciclo de reemplazo de la pared del ojo estaba concluyendo, la cizalladura del viento disminuyó, lo que permitió que el nuevo ojo, de mayor diámetro, se contrajera y se volviera más simétrico. Como resultado, Lee se intensificó hasta alcanzar la categoría 3 una vez más ese mismo día. El ciclón experimentó dos ciclos más de reemplazo de la pared del ojo en el transcurso del día y medio siguiente, y aunque causaron algunas fluctuaciones en su tamaño e intensidad, Lee siguió siendo un huracán importante en todo momento. Después de seguir de oeste-noroeste a noroeste durante gran parte de su viaje transatlántico, Lee giró hacia el norte el 13 de septiembre, moviéndose alrededor del lado occidental de la cresta subtropical de dirección y se debilitó hasta alcanzar la categoría 2. Luego, en la mañana del 14 de septiembre, Lee se degradó a un huracán de categoría 1 mientras se acercaba a las Bermudas, pasando hacia el oeste a unos 300 km (185 millas) más tarde ese día. A medida que avanzaba hacia el norte, el continuo arrastre de aire más seco y la cada vez más fuerte cizalladura del viento del sur desplazaron la convección del huracán hacia el lado norte del sistema, debilitándolo aún más. Estos factores provocaron que Lee comenzara su transición extratropical, que se completó a las 09:00 UTC del 16 de septiembre mientras se encontraba a unos 365 km (230 millas) al sur-suroeste de Halifax, Nueva Escocia. Más tarde ese día, el centro del ciclón tocó tierra en Long Island, Nueva Escocia con vientos de 110 km/h (70 mph) y una presión de 968 mbar.
Las corrientes de resaca causaron una fatalidad en Puerto Rico cuando un hombre de 66 años se ahogó en Poza del Obispo. Además, Lee generó peligrosas olas y corrientes de resaca a lo largo de toda la costa atlántica de los Estados Unidos. Lee produjo ráfagas de vientos con fuerza de huracán, junto con lluvias torrenciales, principalmente en Maine y la costa atlántica de Canadá. En consecuencia, se produjeron aproximadamente 200,000 cortes de energía en los Estados Unidos, principalmente en Maine, y una cantidad similar en las provincias canadienses de Nuevo Brunswick y Nueva Escocia. Maine y la costa atlántica de Canadá también informaron sobre la caída de muchos árboles y cables eléctricos, así como inundaciones repentinas, lo que provocó el cierre de carreteras. Además, las mareas anormalmente altas y la marejada ciclónica destruyeron algunas carreteras y un paseo marítimo en el área de Halifax en Nueva Escocia. Tres muertes relacionadas con la tormenta ocurrieron en la parte continental de los Estados Unidos: un niño de 15 años se ahogó en Fernandina Beach, Florida; un hombre de 50 años murió en Searsport, Maine, cuando un árbol cayó sobre el automóvil en el que estaba; y un hombre de 21 años murió en Manasquan Inlet, Nueva Jersey, cuando el barco en el que estaba volcó y se hundió debido a una ola alta.

### Huracán Margot
El 3 de septiembre de 2023, el Centro Nacional de Huracanes (NHC) comenzó a monitorear una fuerte onda tropical que se movía hacia el oeste a través de África occidental. La onda se movió hacia el océano Atlántico occidental el 5 de septiembre y poco después se formó dentro de ella una amplia área de baja presión con una gran área de lluvias y tormentas eléctricas desorganizadas. Dos días después, la actividad de lluvias y tormentas eléctricas dentro de la perturbación rápidamente se organizó mejor alrededor de un centro de baja presión cada vez mejor definido, y en la tarde del 7 de septiembre, se convirtió en la Depresión tropical Catorce a unos 225 km (160 millas) al oeste de las islas de Cabo Verde. Más tarde ese día, a las 21:00 UTC, el sistema se fortaleció hasta convertirse en la tormenta tropical Margot. Inicialmente, la cizalladura del viento del norte y el aire seco de niveles medios que ingresaba desde el suroeste dificultaron que Margot se organizara mejor. La tormenta produjo estallidos de convección profunda y un patrón de flujo de salida el 9 de septiembre, lo que permitió que se produjera cierta intensificación. Margot continuó intensificándose gradualmente durante los dos días siguientes mientras avanzaba hacia el norte a través del Atlántico central, y un ojo irregular, pero parcialmente abierto, emergió del denso nublado central en la mañana del 11 de septiembre. Más tarde ese día, el ojo de Margot se volvió más definido y su estructura general mejoró, y la tormenta se convirtió en un huracán de categoría 1. El sistema continuó a lo largo de una trayectoria de norte a noroeste durante unos días, exhibiendo una doble pared del ojo con un núcleo interno bien definido. Margot alcanzó su máxima intensidad a las 15:00 UTC del 13 de septiembre con vientos máximos sostenidos de 150 km/h (90 mph) y una presión mínima de 970 mbar mientras estaba situado a unos 1280 km (795 millas) al oeste-suroeste de las Islas Azores. Luego quedó atrapado en débiles corrientes directivas por una cresta de nivel medio en construcción hacia el norte y se desvió hacia el este-sureste cuando comenzó a formar un circuito en sentido antihorario. El movimiento lento de Margot hizo surgir aguas más frías y eso, junto con grandes cantidades de aire seco, hizo que se debilitara hasta convertirse en una tormenta tropical en la mañana del 15 de septiembre. La fuerte cizalladura del viento y grandes cantidades de aire seco continuaron afectando negativamente a Margot y el debilitamiento continuó a medida que su convección comenzó a desplazarse cada vez más del centro del sistema. Después de carecer de convección profunda durante cierto tiempo, el NHC declaró que Margot se había convertido en un ciclón postropical a las 15:00 UTC del 17 de septiembre mientras estaba ubicado a unos 1430 km (885 millas) al oeste de las Islas Azores.

### Huracán Nigel
El 9 de septiembre de 2023, el Centro Nacional de Huracanes (NHC) comenzó a monitorear un área de baja presión que produjo un área concentrada de chubascos y tormentas eléctricas al suroeste de Cabo Verde, así como una onda tropical ubicada tierra adentro cerca de la costa de África Occidental. Después de que se movió hacia el Atlántico tropical, se formó una amplia área de baja presión a lo largo de la onda el 11 de septiembre, al sureste de la otra perturbación. Los disturbios comenzaron a fusionarse el 12 de septiembre, y al día siguiente, la baja occidental dominante estaba mostrando algunos signos de organización. El desarrollo continuó y el sistema se convirtió en la Depresión tropical Quince a las 15:00 UTC del 15 de septiembre, muy al este de las Antillas Menores. Inicialmente, la depresión tenía una estructura muy amplia y su convección profunda fluctuó en intensidad y organización durante aproximadamente un día sin que el centro de bajo nivel se definiera mejor. A última hora del 16 de septiembre, la depresión finalmente comenzó a organizarse mejor y se desarrollaron bandas convectivas en su semicírculo norte y finalmente se convirtió en la Tormenta tropical Nigel a las 03:00 UTC del 17 de septiembre mientras estaba ubicada a unos 1580 km (980 millas) al este-noreste del Arco de las Antillas Menores. Nigel, lenta pero constantemente, se organizó mejor al día siguiente y luego, a pesar de carecer de un núcleo interno bien desarrollado, rápidamente se fortaleció hasta convertirse en un huracán de categoría 1 en la mañana del 18 de septiembre, cuando comenzó a desarrollarse una pared del ojo. Sin embargo, la tendencia al fortalecimiento se detuvo momentáneamente cuando el arrastre de aire seco perturbó el núcleo interno del huracán. En la mañana del día siguiente, el ojo del huracán estaba una vez más definido y más cálido, aunque la convección en el lado norte estaba siendo interrumpida por una intrusión de aire seco en el núcleo interno. No obstante, el ojo del sistema de 85 a 95 km de ancho (50 a 60 millas) pronto quedó completamente rodeado por una banda sólida de convección profunda, lo que permitió a Nigel convertirse en un huracán de categoría 2 en la tarde de ese día 19 de septiembre. Luego giró hacia el norte, moviéndose a lo largo del borde occidental de una cresta de nivel medio sobre el Atlántico subtropical central. A las 03:00 UTC del 20 de septiembre alcanzó su máxima intensidad con vientos máximos sostenidos de 155 km/h (100 mph) y una presión central mínima de 971 mbar. Luego la convección profunda se limitó a la parte sur de la banda debido a una rotura en la pared del ojo. Incapaz de llenar completamente la brecha en la pared del ojo, Nigel se debilitó a categoría 1 más tarde ese día. El movimiento del huracán se desplazó más tarde hacia el norte-noreste, luego hacia el noreste el 21 de septiembre, y se aceleró, dentro del flujo en el lado sureste de una fuerte vaguada en latitudes medias. Al mismo tiempo, el aumento de la cizalladura del viento del suroeste comenzó a provocar un alargamiento del patrón de nubes de Nigel hacia el noreste, lo que provocó un mayor debilitamiento. Más tarde, a medida que el sistema avanzaba hacia el noreste a 59 km/h (37 mph), su entorno se volvió más hostil a medida que la cizalladura del viento se hizo muy fuerte y las temperaturas de la superficie del mar cayeron por debajo de 20 °C (68 °F). En consecuencia, los vientos de Nigel se debilitaron por debajo de la fuerza de un huracán y pasó a ser un ciclón extratropical en la mañana del 22 de septiembre, a unos 1030 km (640 millas) al noroeste de las Azores.

### Tormenta tropical Ophelia
El 17 de septiembre de 2023, el NHC detectó por primera vez el potencial desarrollo de un ciclón tropical cerca de la costa sureste de Estados Unidos en su pronóstico de siete días. El 21 de septiembre se formó una amplia depresión no tropical, impulsada por la presencia de una vaguada de niveles medios y altos que se desplazaba desde el sureste de Estados Unidos. A finales del día siguiente, la depresión perdió sus características frontales y adquirió convección más profunda y vientos con fuerza de tormenta tropical, lo que dio origen a la tormenta tropical Ophelia. A primeras horas del 23 de septiembre, el ciclón alcanzó su punto máximo con vientos de 110 km/h (70 mph) y una presión mínima de 981 mbar (29,0 inHg). Ophelia tocó tierra alrededor de las 10:15 UTC cerca de Emerald Isle, Carolina del Norte, a unos 40 km (25 mi) al oeste-noroeste de Cape Lookout. Tierra adentro, Ophelia se debilitó rápidamente y perdió sus características tropicales, transformándose en un ciclón extratropical a finales del 23 de septiembre sobre el sur de Virginia. La baja presión asociada con Ophelia se disipó sobre Maryland el 24 de septiembre, mientras que los remanentes serpentearon mar adentro del Atlántico Medio durante unos días más, hasta que fueron absorbidos por otra baja presión cercana.
Se declararon estados de emergencia en Virginia, Carolina del Norte y Maryland antes de la tormenta. Cinco personas a bordo de un catamarán anclado cerca de Cape Lookout, Carolina del Norte, tuvieron que ser rescatadas por la Guardia Costera de Estados Unidos debido al deterioro de las condiciones a medida que se acercaba la tormenta. Las aguas inundaron comunidades y carreteras a lo largo de la costa atlántica desde Carolina del Norte hasta Nueva Jersey. La marejada ciclónica más alta fue de 1,12 m (3,67 pies) sobre el nivel medio del mar en Sewell's Point, Virginia. Los vientos con fuerza de tormenta tropical, así como ráfagas de viento de hasta 121 km/h (75 mph) en Southport, Carolina del Norte, derribaron árboles y cables eléctricos y causaron daños materiales esporádicos a lo largo de su camino, mientras que también dejaron alrededor de 70.000 hogares sin electricidad en el este de Carolina del Norte y Virginia en conjunto. También cayeron fuertes lluvias en la costa este de Estados Unidos, con precipitaciones de hasta 242 mm cerca de Greenville, Carolina del Norte. Ophelia y sus remanentes causaron daños por un valor aproximado de 450 millones de dólares. Entre el 28 y el 29 de septiembre, el sistema de baja presión que había absorbido los restos de Ophelia se estancó en alta mar, lo que provocó graves inundaciones repentinas en el área metropolitana de Nueva York.

### Tormenta tropical Philippe
El 20 de septiembre de 2023, una onda tropical se desplazó mar adentro de África Occidental y hacia el Atlántico. La onda se convirtió en un área de baja presión al día siguiente, que se organizó en la Depresión Tropical Diecisiete aproximadamente a 1,550 mi (2,495 km) al este de Barbados el 23 de septiembre. Más tarde ese día, la depresión se convirtió en la Tormenta Tropical Philippe y continuó fortaleciéndose debido a las aguas cálidas y la cizalladura del viento de ligera a moderada mientras se movía hacia el oeste a lo largo del lado sur de una dorsal de nivel medio. Después de alcanzar vientos de 60 mph (95 km/h) temprano el 25 de septiembre, Philippe encontró una cizalladura del viento más fuerte, causando que el centro quedara expuesto. Entre el 27 y el 28 de septiembre, el ciclón casi se estancó y se movió hacia el norte-noroeste antes de curvarse hacia el suroeste debido a que la dorsal mencionada fue reemplazada por otra y a la proximidad de Rina. El movimiento más lento de Philippe permitió cierta re-intensificación, alcanzando nuevamente vientos de 60 mph (95 km/h) a finales del 30 de septiembre. Sin embargo, la cizalladura del viento pronto despojó de convección al centro otra vez al día siguiente. El 2 de octubre, la tormenta giró hacia el noroeste y golpeó Barbuda a las 22:45 UTC con vientos de 50 mph (85 km/h), antes de pasar cerca de las Islas Vírgenes al día siguiente. Philippe giró hacia el norte el 4 de octubre y se debilitó un poco debido a la cizalladura del viento. La tormenta volvió a fortalecerse brevemente el 5 de octubre debido a la interacción con una vaguada. Sin embargo, la vaguada también generó un sistema de bajas presiones no tropicales, que absorbió a Philippe alrededor de las 12:00 UTC del 6 de octubre a unas 175 mi (280 km) al sur de Bermudas.
En Guadalupe, algunas zonas se quedaron sin agua corriente y se produjeron 2.500 cortes de electricidad. La tormenta también arrasó carreteras, provocó deslizamientos de tierra, dañó varias escuelas y dejó caer hasta 16,41 pulgadas (417 mm) de precipitación en Vieux-Fort. Las aguas inundaron varias casas y vehículos en Antigua y Barbuda. En Antigua, un incendio provocado por un rayo producido por Philippe quemó varios edificios de un club náutico. Los fuertes vientos de Philippe ayudaron a propagar el fuego. Las pérdidas preliminares por el incendio ascienden a millones de dólares del Caribe Oriental (US$370.000). Frente a las Islas Vírgenes de Estados Unidos, 12 personas fueron rescatadas luego de que un barco comenzara a sumergirse en mares agitados. Las autoridades reportaron daños generalizados en edificios, carreteras y agricultura. El primer ministro Natalio Wheatley emitió una orden de contingencia por un total de $500,000 para apoyar las labores de recuperación tras la tormenta. Puerto Rico también sintió el impacto de los fuertes vientos y lluvias de Philippe. Los daños totalizaron $16,000. Bermudas experimentó fuertes vientos y lluvias, pero solo reportó daños menores. Un frente frío y los restos de Philippe se combinaron para traer hasta 150 mm (6 pulgadas) a partes de Maine el 7 y 8 de octubre. Las ráfagas en el estado oscilaron entre 50 y 60 mph (85 y 95 km/h), mientras que en muchos lugares del Atlántico canadiense se registraron vientos huracanados.

### Tormenta tropical Rina
El 23 de septiembre de 2023, el Centro Nacional de Huracanes (NHC) comenzó a monitorear una onda tropical frente a la costa de África occidental. Un área de baja presión se formó dentro de la onda al día siguiente, y las lluvias y tormentas eléctricas dentro de esta perturbación comenzaron a mostrar signos de organización un par de días después. Moviéndose hacia el oeste-noroeste en medio de condiciones favorables, se formó un centro bien definido dentro de la perturbación y a las 15:00 UTC del 28 de septiembre se convirtió en la Tormenta tropical Rina a unos 1915 km (1190 millas) al este del grupo norte de las Islas de Sotavento. Al día siguiente, el campo de viento de Rina se hizo un poco más grande y más fuerte, y a las 03:00 UTC del 30 de septiembre alcanzó su máxima intensidad con vientos de 85 km/h (50 mph) y una presión mínima central de 999 mbar. Rina solo se intensificó durante un breve tiempo antes de debilitarse una vez más debido a la fuerte cizalladura del viento del noreste y al aire seco en los niveles medios. Debido a estas condiciones adversas, Rina quedó desprovista de convección profunda organizada a principios del 1 de octubre, y su circulación superficial se volvió cada vez más mal definida y como resultado se degradó a una depresión tropical esa noche. Finalmente, a las 03:00 UTC del 2 de octubre, Rina  degeneró en una baja remanente mientras se encontraba situada a unos 1265 km (785 millas) al noreste del grupo norte de las Antillas Menores.

### Tormenta tropical Sean
El 5 de octubre de 2023, una potente onda tropical de baja latitud se desplazó frente a la costa occidental de África. El aire seco y la cizalladura vertical del viento obstaculizaron inicialmente la ciclogénesis tropical. Sin embargo, las condiciones ambientales comenzaron a mejorar el 9 de octubre, lo que condujo a la formación de una depresión tropical a unos 845 km (525 mi) al suroeste de las islas más meridionales de Cabo Verde a última hora del día siguiente. La depresión se intensificó rápidamente hasta convertirse en la tormenta tropical Sean a primera hora del 11 de octubre. Sin embargo, Sean siguió siendo una tormenta muy cizallada y se debilitó hasta convertirse en depresión tropical varias horas más tarde. Alrededor de las 12:00 UTC del 12 de octubre, Sean volvió a fortalecerse como tormenta tropical, poco antes de alcanzar su punto máximo con vientos de 45 mph (75 km/h). Se produjo poca organización adicional; a principios del 14 de octubre, las ráfagas convectivas se volvieron intermitentes y bastante efímeras, y la tormenta se debilitó una vez más a depresión tropical. Posteriormente, Sean se degradó lentamente, persistiendo durante un día y medio antes de convertirse en un sistema de baja presión remanente el 15 de octubre, a unos 1560 km (970 mi) al este de las Islas de Sotavento. El sistema de baja presión continuó lentamente hacia el oeste-noroeste antes de disiparse al final del día siguiente.

### Huracán Tammy
Una onda tropical bien definida entró en el Atlántico desde la costa oeste de África entre el 9 y el 10 de octubre de 2023. La onda formó una depresión el 11 de octubre al atravesar las islas de Cabo Verde, pero el aire seco y la fuerte cizalladura del viento dificultaron su organización hasta el 17 de octubre. Para entonces, se formó una convección persistente, lo que gradualmente condujo a la perturbación a organizarse en la tormenta tropical Tammy a última hora del 18 de octubre, aproximadamente a 925 km (575 mi) al este de las Antillas Menores. La tormenta se fortaleció de forma constante mientras se desplazaba hacia el oeste-noroeste, convirtiéndose en huracán a última hora del 20 de octubre. Tammy se desplazó entonces hacia el noroeste y el norte-noroeste durante los días siguientes debido a una dorsal que se vio forzada hacia el este como resultado de una vaguada que salía de la costa este de Estados Unidos. Durante este tiempo, el huracán permaneció muy cerca de las Antillas Menores y azotó Barbuda con vientos de 150 km/h (90 mph) a la 01:15 UTC del 22 de octubre. Después de alejarse de las Islas de Sotavento ese día, Tammy se debilitó a un huracán mínimo mientras luchaba contra la cizalladura del viento. Sin embargo, el 25 de octubre, Tammy comenzó a fortalecerse mientras interactuaba con un canal de nivel superior y más tarde ese día alcanzó su punto máximo como un huracán de categoría 2 con vientos máximos sostenidos de 110 mph (175 km/h). Poco después de que Tammy alcanzara su intensidad máxima, un frente frío al norte, una masa de aire más seca y un aumento de la cizalladura del viento disminuyeron la convección del ciclón y lo debilitaron a tormenta tropical a primeras horas del 27 de octubre. Aunque la tormenta se volvió significativamente asimétrica, mantuvo un núcleo cálido. Tammy giró entonces hacia el este a lo largo de la periferia norte de una dorsal subtropical y volvió a generar convección brevemente, pero degeneró en una depresión remanente a finales del 28 de octubre, a unos 755 km al este-noreste de Bermudas. La depresión remanente se convirtió en una vaguada sobre el Atlántico central a finales del 31 de octubre.
Tanto Barbuda como Antigua sufrieron daños mínimos, aunque se produjeron apagones en ambas islas. Al menos dos familias en Barbuda tuvieron que ser evacuadas. Entre las islas de Guadalupe, sólo La Désirade experimentó vientos huracanados. No hubo informes de daños graves por la tormenta. Las cantidades de lluvia en las Islas de Sotavento fueron de entre 4 y 8 pulgadas (100 y 200 mm), y las alturas de las marejadas ciclónicas fueron de entre 1 y 3 pies (0,30 y 0,91 m). Puerto Rico también se vio afectado por los fuertes vientos y lluvias de Tammy. Los daños totalizaron $13,000. Bermudas fue afectada con ráfagas de viento de 40 mph (65 km/h).

### Depresión tropical Veintiuno
Una zona de tiempo alterado dentro de la vaguada monzónica del Pacífico oriental se transformó en una amplia zona de baja presión sobre el extremo suroeste del Caribe el 22 de octubre de 2023. La baja presión adquirió rápidamente una convección más profunda y una circulación bien definida, lo que indicó la formación de una depresión tropical a las 12:00 UTC del día siguiente, aproximadamente a 130 km (80 mi) al este del sur de Nicaragua. Sin embargo, no se intensificó antes de que la depresión tocara tierra en Nicaragua cerca de la Laguna de Perlas, en la Región Autónoma de la Costa Caribe Sur, a la 01:30 UTC del 24 de octubre, con vientos de 45 km/h (30 mph). A las 12:00 UTC, la depresión degeneró en una baja presión remanente, que se disipó poco después cerca de Rosita. Los remanentes de la depresión cruzaron Centroamérica y contribuyeron a la formación de la tormenta tropical Pilar en el Pacífico Oriental.
La depresión produjo de 76 a 127 mm de lluvia sobre el sureste de Nicaragua, con totales locales superiores, incluyendo 130 mm de precipitación en Bluefields en un período de 48 horas. A pesar de las lluvias más intensas, no se reportaron daños ni víctimas a causa del sistema.

### Otras sistemas

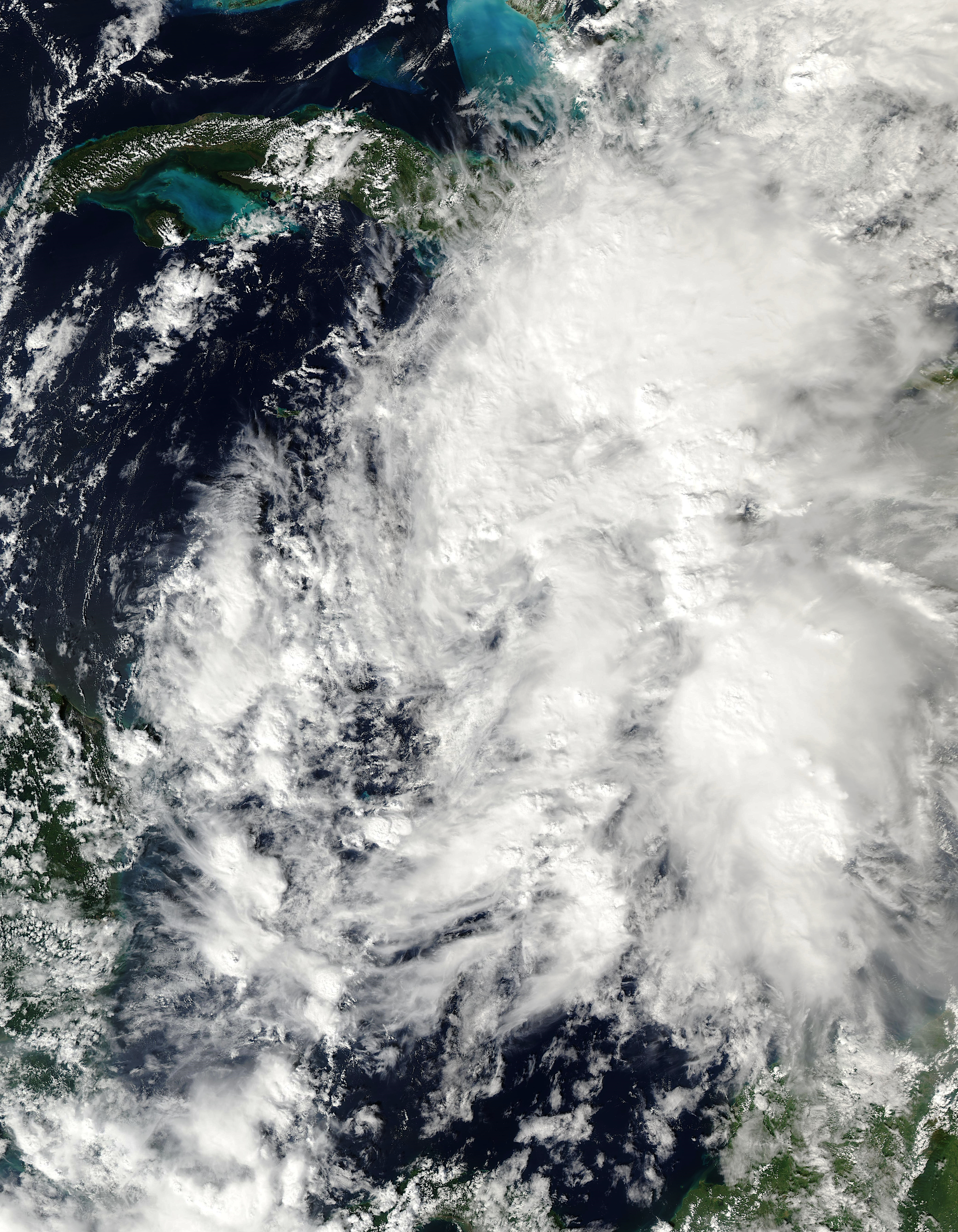
Potencial ciclón tropical veintidós sobre el Mar Caribe el 16 de noviembre.

Una amplia zona de baja presión se formó sobre el suroeste del mar Caribe el 14 de noviembre. La perturbación se organizó más el 16 de noviembre. Las imágenes satelitales y los datos recopilados durante un vuelo de cazahuracanes de la Reserva de la Fuerza Aérea de EE. UU. mostraron que el sistema tenía una circulación cerrada pero alargada, pero no tenía un centro de bajo nivel bien definido. A las 21:00 UTC del 16 de noviembre, el Centro Nacional de Huracanes (NHC) designó al sistema como Ciclón Tropical Potencial Veintidós. El sistema no pudo organizarse más debido a la persistente cizalladura del viento, y solo produjo vientos máximos con fuerza de vendaval de entre 30 y 35 mph (45 y 55 km/h). A las 03:00 UTC del 18 de noviembre, el NHC emitió su aviso final sobre el sistema, entonces ubicado entre Cuba y Jamaica, después de que pareciera probable que la perturbación no se desarrollara ni produjera vientos con fuerza de tormenta tropical.
Aunque la ciclogénesis tropical fue sofocada, la perturbación generó intensas tormentas eléctricas que se extendieron por el sureste de América Central y una amplia franja de las Antillas Mayores. Esta última región registró fuertes lluvias, con hasta 315 mm (12,42 pulgadas) de precipitación en Jamaica y 480 mm (19 pulgadas) en República Dominicana. En Jamaica, las inundaciones obligaron al rescate de 24 personas, mientras que unos 24.000 clientes se quedaron sin electricidad debido a que las fuertes precipitaciones derribaron árboles y cables eléctricos y causaron deslizamientos de tierra. El disturbio dejó al menos tres muertos en Haití. Entre el 17 y el 19 de noviembre, el Centro de Operaciones de Emergencia de República Dominicana rescató a más de 2.500 personas. Las inundaciones dañaron varios puentes y carreteras, así como más de 2.600 viviendas, y 17 quedaron destruidas. El disturbio causó la muerte de al menos 21 personas en República Dominicana. Daños en República Dominicana alcanzan RD$8 mil millones (US$141 millones). Según AON, en el Caribe se produjeron 32 muertes a causa del sistema y los daños totalizaron aproximadamente 605 millones de dólares.

## Nombres de los ciclones tropicales
La siguiente lista de nombres se utilizó para las tormentas con nombre que se formaron en el Atlántico Norte en 2023. Esta fue la misma lista utilizada en la temporada de 2017, con las excepciones de Harold, Idalia, Margot y Nigel, que reemplazaron a Harvey, Irma, María y Nate, respectivamente. Cada uno de los nuevos nombres se usó por primera vez en 2023. La lista de esta temporada se volverá a usar en 2029, ya que no se retiró ningún nombre posteriormente. Esta fue la primera temporada desde el 2014 en la que no se retiró ningún nombre.
| - Arlene - Bret - Cindy - Don - Emily - Franklin - Gert | - Harold - Idalia - Jose - Katia - Lee - Margot - Nigel | - Ophelia - Philippe - Rina - Sean - Tammy - Vince (sin usar) - Whitney (sin usar) |

## Estadísticas de temporada
Esta es una tabla de todos los sistemas que se han formado en la temporada de huracanes de 2023. Incluye su duración, nombres, áreas afectada(s), indicados entre paréntesis, daños y muertes totales. Las muertes entre paréntesis son adicionales e indirectas, pero aún estaban relacionadas con esa tormenta. Los daños y las muertes incluyen totales mientras que la tormenta era extratropical, una onda o un baja, y todas las cifras del daño están en USD 2023.
| DT | TT | 1 | 2 | 3 | 4 | 5 |

| Nombre                  | Fechas activo                   | Categoría de tormenta en intensidad máxima | Vientos máx. (km/h) | Presión min (hPa) | ACE      | Áreas afectadas                       | Áreas afectadas  | Áreas afectadas | Daños (en millones USD) | Muertos |
| Nombre                  | Fechas activo                   | Categoría de tormenta en intensidad máxima | Vientos máx. (km/h) | Presión min (hPa) | ACE      | Lugar                                 | Fecha            | Vientos (km/h)  | Daños (en millones USD) | Muertos |
| ----------------------- | ------------------------------- | ------------------------------------------ | ------------------- | ----------------- | -------- | ------------------------------------- | ---------------- | --------------- | ----------------------- | ------- |
| 01L                     | 16 – 17 de enero                | Tormenta subtropical                       | 110 (70)            | 976               | 1.4175   | Louisbourg,Canadá                     | 17 de enero      | 85 (50)         | N/A                     | 0       |
| Arlene                  | 1 – 3 de junio                  | Tormenta tropical                          | 65 (40)             | 998               | 0.49     | Ninguno                               | Ninguno          | Ninguno         | N/A                     | 0       |
| Bret                    | 19 – 24 de junio                | Tormenta tropical                          | 110 (70)            | 996               | 4.5075   | San Vicente                           | 23 de junio      | 95 (60)         | N/A                     | 0       |
| Cindy                   | 22 – 26 de junio                | Tormenta tropical                          | 95 (60)             | 1004              | 2.4875   | Ninguno                               | Ninguno          | Ninguno         | N/A                     | 0       |
| Don                     | 14 – 24 de julio                | Huracán categoría 1                        | 120 (75)            | 986               | 6.8675   | Ninguno                               | Ninguno          | Ninguno         | N/A                     | 0       |
| Gert                    | 19 de agosto – 4 de septiembre  | Tormenta tropical                          | 95 (60)             | 997               | 2.45     | Ninguno                               | Ninguno          | Ninguno         | N/A                     | 0       |
| Emily                   | 20 – 21 de agosto               | Tormenta tropical                          | 85 (50)             | 1001              | 0.6875   | Ninguno                               | Ninguno          | Ninguno         | N/A                     | 0       |
| Franklin                | 20 de agosto – 1 de septiembre  | Huracán categoría 4                        | 240 (150)           | 926               | 26.625   | Barahona, República Dominicana        | 23 de agosto     | 85 (50)         | $90 millones            | 2       |
| Harold                  | 21 – 23 de agosto               | Tormenta tropical                          | 85 (50)             | 996               | 0.3625   | Isla del Padre, Estados Unidos        | 22 de agosto     | 85 (50)         | N/A                     | 0       |
| Idalia                  | 26 – 31 de agosto               | Huracán categoría 4                        | 215 (130)           | 940               | 7.38     | Big Bend, Estados Unidos              | 30 de agosto     | 205 (125)       | $2.2 mil millones       | 10      |
| Jose                    | 29 de agosto – 2 de septiembre  | Tormenta tropical                          | 95 (60)             | 996               | 1.2725   | Ninguno                               | Ninguno          | Ninguno         | N/A                     | 0       |
| Katia                   | 1 – 4 de septiembre             | Tormenta tropical                          | 95 (60)             | 998               | 1.1025   | Ninguno                               | Ninguno          | Ninguno         | N/A                     | 0       |
| Lee                     | 5 – 16 de septiembre            | Huracán categoría 5                        | 270 (165)           | 926               | 37.2075  | Nueva Escocia, Canadá (extratropical) | 16 de septiembre | 110 (70)        | N/A                     | 2       |
| Margot                  | 7 – 17 de septiembre            | Huracán categoría 1                        | 150 (90)            | 970               | 12.615   | Ninguno                               | Ninguno          | Ninguno         | N/A                     | 0       |
| Nigel                   | 15 – 22 de septiembre           | Huracán categoría 2                        | 155 (100)           | 971               | 10.5975  | Ninguno                               | Ninguno          | Ninguno         | N/A                     | 0       |
| Ophelia                 | 22 – 24 de septiembre           | Tormenta tropical                          | 110 (70)            | 981               | 1.405    | Emerald Isle, Estados Unidos          | 23 de septiembre | 110 (70)        | N/A                     | 0       |
| Philippe                | 23 de septiembre – 6 de octubre | Tormenta tropical                          | 85 (50)             | 998               | 9.29     | Isla de Barbuda                       | 2 de octubre     | 85 (50)         | N/A                     | 0       |
| Rina                    | 28 de septiembre – 2 de octubre | Tormenta tropical                          | 85 (50)             | 999               | 1.94     | Ninguno                               | Ninguno          | Ninguno         | N/A                     | 0       |
| Sean                    | 11 – 16 de octubre              | Tormenta tropical                          | 75 (45)             | 1004              | 1.4225   | Ninguno                               | Ninguno          | Ninguno         | N/A                     | 0       |
| Tammy                   | 18 – 28 de octubre              | Huracán categoría 2                        | 175 (110)           | 965               | 15.15    | Isla de Barbuda                       | 22 de octubre    | 140 (85)        | N/A                     | 0       |
| Veintiuno               | 23 – 24 de octubre              | Depresión tropical                         | 45 (30)             | 1007              | 0        | Nicaragua                             | 24 de octubre    | 45 (30)         | N/A                     | 0       |
| Totales de la temporada |                                 |                                            |                     |                   |          |                                       |                  |                 |                         |         |
| 21 ciclones             | 16 de enero – 24 de octubre     |                                            | 270 (165)           | 926               | 145.4375 | 9                                     | 9                | 9               | $2.29 mil millones      | 14      |